# Чемпіонат світу з трекових велоперегонів 1997
Чемпіонат світу з трекових велоперегонів 1997 проходив з 26 по 31 серпня 1997 року в Перті, Австралія на місцевому велодромі. Усього на чемпіонаті розіграли 12 комплектів нагород — 8 у чоловіків та 4 у жінок.

## Медалісти

### Чоловіки
| Дисципліна                         | Золото                                                                            | Срібло                                                                                          | Бронза                                                       |
| Спринт                             | Флоріан Руссо                                                                     | Єнс Фідлер                                                                                      | Дерін Хілл                                                   |
| Гіт (1 км)                         | Шейн Келлі (1:03.156)                                                             | Сорен Лаусберг (1:03.390)                                                                       | Штефан Німке (1:03.470)                                      |
| Індивідуальна гонка переслідування | Філіп Ермено (4:23.058)                                                           | Олексій Марков (4:27.350)                                                                       | Андреа Коллінеллі (4:27.511)                                 |
| Командна гонка переслідування      | Італія Маріо Бенеттон Адлер Капеллі Крістіано Сіттон Андреа Коллінеллі (4:10.225) | Україна Олександр Клименко Олександр Феденко Сергій Матвєєв Олександр Симоненко (не фінішували) | Франція Карлос да Круз Філіп Ермено Жером Новіль Франк Перке |
| Командний спринт                   | Франція Вінсент Ле Ґеле Флоріан Руссо Арно Турнан (44.926)                        | Німеччина Сорен Лаусберг Ейк Покорний Ян ван Ейден (46.257)                                     | Австралія Денні Дей Шон Іді Шейн Келлі (46.268)              |
| Кейрін                             | Фредерік Маньє                                                                    | Йохан ван Зіл                                                                                   | Марті Нотштайн                                               |
| Гонка за очками                    | Сільвіо Мартінелло (37)                                                           | Бруно Рісі (16)                                                                                 | Хоан Лланерас (15)                                           |
| Медісон                            | Іспанія Мігель Альсамора Хоан Лланерас (21)                                       | Італія Сільвіо Мартінелло Марко Вілла (30) −1 коло                                              | Аргентина Ґабріель Куручет Хуан Естебан Куручет (28) −1 коло |

### Жінки
| Дисципліна                         | Золото                   | Срібло                     | Бронза                     |
| Спринт                             | Фелісія Баланже          | Мішель Феріс               | Оксана Грішина             |
| Гіт (500 м)                        | Фелісія Баланже (34.681) | Мішель Феріс (35.719)      | Магалі Фор (35.898)        |
| Індивідуальна гонка переслідування | Юдіт Арндт (3:38.730)    | Наталя Карімова (3:40.090) | Івонн Макгрегор (3:38.526) |
| Гонка за очками                    | Наталя Карімова (29)     | Теодора Руано (29)         | Белем Герреро (19)         |

## Загальний медальний залік
| Місце  | Країна          | Золото | Срібло | Бронза | Загалом |
| ------ | --------------- | ------ | ------ | ------ | ------- |
| 1      | Франція         | 6      |        | 2      | 8       |
| 2      | Італія          | 2      | 1      | 1      | 4       |
| 3      | Німеччина       | 1      | 3      | 1      | 5       |
| 4      | Австралія       | 1      | 2      | 2      | 5       |
| 5      | Росія           | 1      | 2      | 1      | 4       |
| 6      | Іспанія         | 1      | 1      | 1      | 3       |
| 7      | ПАР             |        | 1      |        | 1       |
| 7      | Швейцарія       |        | 1      |        | 1       |
| 7      | Україна         |        | 1      |        | 1       |
| 10     | Аргентина       |        |        | 1      | 1       |
| 10     | Велика Британія |        |        | 1      | 1       |
| 10     | Мексика         |        |        | 1      | 1       |
| 10     | США             |        |        | 1      | 1       |
| Всього | Всього          | 12     | 12     | 12     | 36      |